# Tendance socialiste internationale
Pour les articles homonymes, voir IST.

Logo de la Tendance socialiste internationale.

La Tendance socialiste internationale ou TSI (en anglais, International Socialist Tendency ou IST) est une internationale d'organisations trotskyste non-orthodoxe, ayant adopté les idées de Tony Cliff (1917-2000), fondateur du Parti socialiste des travailleurs (SWP) en Grande-Bretagne (à ne pas confondre avec le Parti socialiste des travailleurs aux États-Unis qui ne fait pas partie de cette internationale). Elle dispose de sections dans vingt-sept pays ; néanmoins sa plus puissante organisation se trouve en Europe, plus spécifiquement au Royaume-Uni.
La politique de la TSI est similaire à celle de beaucoup d'autres internationales trotskystes.
Elle se distingue sur la question de l'URSS, la TSI ayant adopté la position que le pays était un « capitaliste d'État » plutôt qu'un État ouvrier dégénéré. Les théories de l'« économie permanente d'armement » ainsi que celle de la « révolution permanente déviée » ont été également conceptualisé par ses membres.
La TSI voit ce que l'on appelle communément les « pays socialistes », comme les États de l'ancien bloc de l'Est, la Chine, le Viêt Nam, la Corée du Nord et Cuba, comme l'inverse du marxisme, au motif qu'ils sont staliniens par nature.
Contrairement à de nombreuses tendances internationales, la TSI n'a pas de structures d'organisation, et n'a jamais fait connaître publiquement qu'une seule décision, celle d'expulser de ses rangs l'Organisation socialiste internationale américaine. Cependant, les antécédents de la TSI peuvent être retracés dans les années 1950, lorsque les fondateurs britanniques du groupe Socialist Review Group (SRG), les partisans de Tony Cliff, ont été expulsés du Club et, par conséquent, de la quatrième Internationale.

## Histoire

### Les années 1950
Au cours des années 1950, le SRG entretenait des liens étroits avec la Ligue socialiste indépendante des États-Unis, dirigée par Max Shachtman, jusqu'à sa dissolution en 1958. Il entretint ensuite des liens avec des membres isolés issus de ce groupe, et avec d'autres individus du mouvement trotskyste international. Mais il n'y eut aucune croissance significative dans le soutien aux idées du SRG jusqu'à la fin des années 1960. Certaines des idées de l'IST, telles que la guerre économique permanente, ont été développées à partir d'écrits publiés par l'ISL. La théorie de la guerre économique permanente a été développée par TN Vance dans une série publiée en 1951 dans le journal New International de l'ISL, et a ensuite été affinée par Cliff à la fin des années 1950 et au cours des années suivantes par des théoriciens internationaux importants comme Mike Kidron , Nigel Harris et Chris Harman ces dernières années.

### Les années 1960 et 1970
Dans les années 1960, les Socialistes Internationalistes (International Socialists, comme le groupe s'appelait désormais), ont établi des liens avec des militants dans un certain nombre de pays, ce qui a conduit à la formation de groupes lié aux SI dans ces pays. Le premier groupe de ce type était sans doute le groupe irlandais IS fondé en 1971, suivi par des groupes en Australie, Canada et Allemagne. Pendant ce temps, des liens ont été établis avec les Socialistes indépendants (plus tard les Socialistes Internationalistes) aux États-Unis. Ces liens ont conduit à une scission dans le SI américain en 1978, et à la formation de l'ISO, groupe très étroitement lié à l'IS britannique.
À la fin des années 1960, l'IS britannique assista également à une série de réunions organisées par le groupe français Lutte Ouvrière (LO), auxquelles assistèrent également les IS américains. Dans beaucoup de quartiers, les groupes IS et LO ont été considérés comme constituant une tendance semi-syndicaliste ouverte dans le courant trotskyste à cette époque. Les réunions ont également été suivies par une grande variété de groupes tels que l'Autonomia Operaia Italienne, mais ont disparu avec le temps.
Malgré cette croissance, il n'y avait pas d'organisation internationale formelle. Cependant, des réunions internationales des dirigeants de tendances proche d'IS se sont développées, habituellement en conjonction avec l'école d'été marxiste du Parti socialiste des travailleurs (tel que l'IS s'était renommé en 1977), se tenant à Londres. Ce fut le fondement de la TSI qui commença à être appelée ainsi dans les années 1990.

### Les années 1980
Au fil des années 1980, la TSI a connu une croissance internationale, en partie parce que d'autres tendances socialistes révolutionnaires sont entrées en crise, éliminant ainsi des concurrents. De nouveaux groupes de Socialistes internationaux sont apparus en France, en Belgique, au Danemark, aux Pays-Bas, en Norvège et en Grèce. L'Organisation pour la Révolution Socialiste (OSE) qui avait été vaguement liée au SI dans les années 1970 a rejoint la tendance. Un groupe de membres turcs a également été recruté en exil au cours de cette période, ses membres vivant en Allemagne et en Grande-Bretagne.

### Les années 1990
Les années 1990 ont vu une plus grande croissance internationale pour la TSI puisque des groupes ont été fondés dans encore plus de pays, dont l'Australie, Chypre, l'Espagne, Aotearoa / Nouvelle-Zélande, l'Afrique du Sud, le Zimbabwe et la Corée du Sud. Des groupes ont également été fondés dans les anciens États du bloc de l'Est, car le contact pouvait être établi avec ces pays pour la première fois, après l'effondrement de l'URSS. Cela a conduit à la création de groupes SI en Pologne et en République tchèque. Un groupe lié à la TSI existait en Russie mais s'est effondré.
Cependant, les années 1990 ont également vu le début de graves problèmes pour la TSI. Bien que son implantation internationale se soit accrue, il y a eu aussi des pertes et une fragmentation. Il y eut un certain nombre de scissions qui n'étaient pas liées entre elles, mais semblaient avoir une cause commune. Ces causes préoccupaient certains membres des groupes concernés, à savoir que l'appareil interne de leur propre groupe s'était bureaucratisé et manquait de démocratie. Parfois, cela s'est associé à la participation des représentants du PST aux affaires internes du groupe, ainsi qu'à l'orientation politique du groupe. Parmi les groupes affectés par de telles divisions se trouvaient ceux basés en Allemagne, Afrique du Sud, Irlande, Zimbabwe, Australie, [10] Aotearoa / Nouvelle-Zélande, Canada et France. En Belgique, la majorité du groupe a rejoint la section belge du Comité pour une Internationale ouvrière.

### Les années 2000
Les années 2000 ont vu des développements contradictoires pour la TSI. De nouveaux groupes ont été créés pour la première fois dans un certain nombre de pays, notamment en Autriche, au Pakistan, au Botswana, au Liban, en Uruguay, en Finlande, en Suède et au Ghana. Cependant, les groupes les plus importants dans la TSI en dehors de la Grande-Bretagne se sont scindés, et certains d'entre eux ont quitté la TSI. Ainsi, aux États-Unis, les dirigeants de l'ISO ont entamé un conflit avec la direction du PST quant à l'importance des mouvements anticapitalistes et altermondialistes, à la suite des manifestations de Seattle. Cela a conduit à expulser l'ISO de la TSI, une petite faction sympathisante formant Left Turn (LT). Ironiquement, LT a également quitté la TSI en 2003, laissant la Tendance sans section aux États-Unis. Un très petit nombre de personnes sympathisantes du PST opèrent dans les organisations américaines Keep Left et Solidarity, mais sans lien officiel avec la TSI. Pendant ce temps, en Grèce, l'OSE (qui s'était rebaptisé « Parti socialiste des travailleurs ») se scinda de la même manière avec une minorité substantielle formant la gauche ouvrière internationaliste. Le groupe officiel néo-zélandais (Socialist Workers Organization (en)) a déclenché un débat international au sein de la TSI , lorsque le 1er mai 2007, il a présenté une déclaration à la Tendance, appelant à « s'engager avec le processus révolutionnaire de masse au Venezuela ». Le groupe s'est dissous seulement quelques années plus tard.

### La TSI aujourd'hui
En 2011, des membres de la section zimbabwéenne, l'Organisation socialiste internationale, font face à une peine de mort pour avoir organisé une réunion sur les révolutions en Égypte et en Tunisie.
Depuis 2013, la TSI a connu une crise sérieuse après que les allégations de viol contre le « camarade Delta » au sein du PST britannique se soient répandues. En janvier 2013, la section de la TSI en Serbie, Marks21, l'a quitté à cause du scandale. En mars 2013, Abbie Bakan, fondateur d'IS au Canada, l'ancien éditeur du Socialist Worker Paul Kellogg, le théoricien John Riddell, et d'autres membres importants ont publié une déclaration publique annonçant leur démission après le refus au congrès annuel du PTS d'une motion pour la publication d'une lettre d'autocritique sur la gestion de la crise. Cependant, le PST en Irlande a adopté une résolution condamnant le comité central du PST britannique. En juin 2014, environ 700 membres du PST britannique ont démissionné du groupe. Trois groupes dissidents séparés du PST britannique ont été formés après le début du scandale, le Réseau socialiste international (ISN), le Socialisme révolutionnaire au 21e siècle (RS21) et les Socialistes internationalistes (Écosse), bien que deux de ces trois les groupes sont maintenant défunts.

## Organisations membres
| Pays               | Nom de la section (en français)               | Nom de la section en langue locale   |
| ------------------ | --------------------------------------------- | ------------------------------------ |
| Afrique du Sud     | À gauche !                                    | Keep Left                            |
| Australie          | Solidarité                                    | Solidarity                           |
| Autriche           | Tournant gauche                               | Linkswende                           |
| Botswana           | Organisation socialiste internationale        | International Socialists Botswana    |
| Brésil             | Révolte                                       | Revolutas                            |
| Canada             | Socialistes internationaux                    | International Socialists             |
| Chypre             | Démocratie ouvrière                           | Ergatiki Demokratia                  |
| Corée du Sud       | Solidarité ouvrière                           | Nodongjayeondae                      |
| Danemark           | Socialistes internationaux                    | Internationale Socialister           |
| France             | Autonomie de Classe (observateur)             |                                      |
| Ghana              | Organisation socialiste internationale        |                                      |
| Grande-Bretagne    | Parti socialiste des travailleurs             | Socialist Workers' Party             |
| Grèce              | Parti socialiste des travailleurs             | Sosialistiko Ergatiko Komma          |
| Irlande            | Parti socialiste des travailleurs             | Socialist Workers' Party             |
| Italie             | Communisme par le bas                         | Comunismo dal basso                  |
| Nigeria            | Ligue ouvrière socialiste                     | Socialist Workers League             |
| Norvège            | Socialistes internationaux                    | Internasjonale Sosialister           |
| Nouvelle-Zélande   | Aotearoa socialiste                           | Socialist Aotearoa                   |
| Pakistan           | Socialistes internationaux                    |                                      |
| Pays-Bas           | Socialistes internationaux                    | Internationale Socialisten           |
| Pologne            | Démocratie ouvrière                           | Pracownicza Demokracja               |
| République tchèque | Solidarité socialiste                         | Socialistická Solidarita             |
| Suède              | Socialistes internationaux                    | Internationella Socialister          |
| Thaïlande          | Groupe de la démocratie ouvrière              | Turn Left organization               |
| Turquie            | Parti révolutionnaire socialiste des ouvriers | Devrimci Sosyalist İşçi Partisi      |
| Uruguay            | Socialistes internationaux                    | Socialismo Internacional             |
| Zimbabwe           | Organisation socialiste internationale        | International Socialist Organisation |